# Bis zum bitteren Ende – Die Toten Hosen Live!
Bis zum bitteren Ende – Die Toten Hosen Live! – koncertowy album niemieckiego zespołu punkrockowego Die Toten Hosen, wydany w 1987 roku.

## Lista utworów
1. „Rock and Roll” (Leander/Glitter) − 4:00
2. „Liebesspieler” (Breitkopf, Frege, von Holst/Frege) − 2:40
3. „Warten auf dich” (Trimpop, Frege, von Holst, Breitkopf/Frege) − 3:15
4. „Armee der Verlierer” (Frege, von Holst/Frege) − 2:40
5. „Liebeslied” (Breitkopf/Frege) − 3:50
6. „Disco in Moskau” (Phil Ram/Ram/Translation: Frege) − 3:05
7. „Das Wort zum Sonntag” (von Holst/Frege) − 4:20
8. „Police on My Back” (Eddy Grant/Grant) − 2:08
9. „Schwarzwaldklinik” (Breitkopf/Frege) − 3:08
10. „Opel-Gang” (von Holst, Frege/Breitkopf, Frege, von Holst, Meurer, Trimpop) − 1:51
11. „Die Rosen geben 'ne Party” (Frege, von Holst/Frege) − 1:25
12. „Bis zum bitteren Ende” (Frege/Frege) − 3:40
13. „Happy Metal Part I (Adagio)” (Breitkopf, von Holst) − 1:16
14. „Freitag der 13.” (Rohde/Frege) − 3:25
15. „Happy Metal Part II (Allegro)” (Breitkopf, von Holst) − 0:40
16. „Betrunken im Dienst” (Trimpop, Frege, von Holst, Breitkopf, Meurer/Trimpop, Frege, Meurer) − 2:10
17. „Happy Metal Part III (Forte)” (Breitkopf, von Holst) − 0:40
18. „Eisgekühlter Bommerlunder” (Molinare, Dt.Spez.; Trimpop/Trimpop) − 3:35

## Dodatkowe utwory na reedycji z 2007 roku
1. „Blitzkrieg Bop” (Dee Dee Ramone, Tommy Ramone) – 2:18
2. „Opel-Gang” – 1:27
3. „Musterbeispiel” (von Holst/Frege) – 2:56
4. „Whole Wide World” (Eric Goulden) – 3:16
5. „Liebeslied” – 3:43
6. „Do Anything You Wanna Do” – 3:36
7. „Carnival in Rio (Punk Was)” (Frege, von Holst/Ronnie Biggs) – 3:06
8. „All die ganzen Jahre” (Frege/Frege) – 3:58

## Skład zespołu
- Campino – wokal
- Andreas von Holst – gitara
- Michael Breitkopf – gitara
- Andreas Meurer – gitara basowa
- Wolfgang Rohde – perkusja
- Jakob Keusen – perkusja

## Lista przebojów
| Rok  | Kraj    | Pozycja |
| ---- | ------- | ------- |
| 1988 | Niemcy  | 23      |
| 1988 | Austria | 17      |